# Ринат Дасаев
Рина́т Файзрахама́нович Даса́ев (на татарски: Ринат Фәйзерахман улы Дасаев, Rinat Fəyzeraxman uğlı Dasayev; 13 юни 1957, Астрахан) е съветски футболист от татарски произход, вратар, заслужил майстор на спорта СССР (1988). Един от треньорите на футболния клуб Торпедо Москва. Член на „Единна Русия“.

## Награди
- Съветска Висша лига: 1979, 1987
- Бронзов медалист от Летните олимпийски игри 1980
- Финалист на Европейско първенство: 1988
- 6 пъти е получавал приза Вратар на годината: 1980, 1982, 1983, 1985, 1987, 1988
- Най-добър футболист на СССР: 1982
- Най-добър вратар: 1988
- Участник в три световни първенства 1982, 1986, 1990
- В различни анкети на Франс Футбол заема следните места в списъка с най-добрите футболисти в Европа: 6-о място 1982, 6-о място 1983, 22-ро място 1984, 9-о място 1985, 16-о място 1986, 21-во място 1987, 13-о място 1988
- В списъка на Фифа е за 100-те най-добри футболисти в света